# Hilton Kramer
Pour les articles homonymes, voir Kramer.
Hilton Kramer, né le 25 mars 1928 et mort le 27 mars 2012, est un critique d'art et essayiste américain.

## Biographie

### Formation
Kramer naît à Gloucester, au Massachusetts, et fait ses études à l’Université de Syracuse, où il obtient sa licence en anglais, puis à l'Université Columbia ; il étudie la littérature et la philosophie à l’Université Harvard, à l’Université de l'Indiana à Bloomington et à la New School for Social Research.

### Carrière
Kramer travaille comme rédacteur en chef d'Arts Magazine (en), où il rencontre Esta Teich, qui y est rédactrice et qu'il épouse en 1964, et comme critique d'art pour The Nation. De 1965 à 1982, il est responsable de la rubrique de critique d'art du New York Times. Il a également publié dans la revue Art and Antiques Magazine et dans The New York Observer. Sa chronique « Media Watch » a été publiée chaque semaine dans le New York Post de 1993 à novembre 1997.
Kramer est un essayiste aux positions conservatrices affirmées, qui se bat contre ce qu'il considère comme un parti pris politique de gauche dans la critique d'art et contre ce qu'il estime être un nihilisme esthétique caractéristique d'une partie de l'art du XXe siècle : Action painting, Pop art, art conceptuel,. Ses articles dans le New York Times sont virulents contre les artistes s'écartant des principes du courant moderniste en art, comme celui du 25 octobre 1970 consacré à Philip Guston qu'il intitule : « A Mandarin Pretending to Be a Stumblebum [Un mandarin qui fait semblant d'être un abruti] »,. Il qualifie l'installation artistique The Dinner Party (1974-1979) de l'artiste féministe Judy Chicago d'objet kitsch et d'art « grossier, solennel et arrêté [...] très mauvais […] raté […] si embourbé dans les dévotions d'une cause qu'il n'arrive nullement à acquérir seul une vie artistique indépendante [...] [d']une insistance et d'une vulgarité plus appropriées, peut-être, à une campagne de publicité qu'à une œuvre d'art ».
Son désaccord avec la ligne politique du New York Times le conduit à en démissionner en 1982 et à fonder, avec le pianiste et critique musical Samuel Lipman, la revue The New Criterion (en), un magazine conservateur, où il écrit et défend ses idées,.
Kramer distingue le modernisme aux idéaux élevés (« the discipline of truthfulness, the rigor of honesty [la discipline de la véracité, la rigueur de l'honnêteté] » du postmodernisme qu'il qualifie d'« age of irony and institutionalized subversion [âge de l'ironie et de la subversion institutionnalisée] ».

### Mort
Hilton Kramer meurt le 27 mars 2012 à Harpswell, dans le Maine, deux jours après son 84e anniversaire,.
Ses archives sont conservées à la bibliothèque du Bowdoin College Museum of Art, à Brunswick dans le Maine.

## Publications (sélection)
- (en) « Reappraisals, Giacometti », Arts Magazine,‎ novembre 1963, p. 52-59.
- (en) The Sculpture of Gaston Lachaise, New York, Eakins, 1967, 49-86 p.
- (en) The Age of the Avant-Garde : an art chronicle of 1956-1972, New York, Farrar, 1973, 565 p. (ISBN 9780374102388, lire en ligne).
- Brancusi : the sculptor as photographer (catalogue d'exposition, Londres, 12 Duke street gallery), Londres, D. Grob, 1979.
- (en) « Postmodern: Art and culture in the 1980s », Quadrant, vol. 28, nos 1-2,‎ janvier-février 1984, p. 28-32 (lire en ligne ).
- (en) The Revenge of the Philistines : art and culture, 1972-1984, New York, Free Press, 1985, XV-445 p. (ISBN 0-02-918470-3, lire en ligne).
- (en) « Art & its institutions: notes on the culture war », The New Criterion,‎ septembre 1993 (lire en ligne).
- avec Roger Kimball : 
  - (en) The future of the European past, Chicago, Ivan R. Dee, 1997, XVIII-233 p. (ISBN 1-56663-178-5).
  - (en) The betrayal of liberalism : how the disciples of freedom and equality helped foster the illiberal politics of coercion and control, Chicago, Ivan R. Dee, 1999 (lire en ligne ).
- (en) « On the Paintings of Bert Carpenter », dans Bert Carpenter: A Retrospective (catalogue d'exposition), Greensboro, Weatherspoon Art Museum, 1999 (lire en ligne ).
- (en) The Twilight of the Intellectuals: Culture and Politics in the Era of the Cold War, Chicago, I.R. Dee, 1999 (ISBN 1-56663-222-6)[11].
- avec Roger Kimball: (en) The Survival of Culture: Permanent Values in a Virtual Age, Chicago, I.R. Dee, 2002 (ISBN 1-56663-465-2).
- (en) « Remembering the Gulag (compte-rendu de : Gulag: A History d'Anne Applebaum) », The New Criterion,‎ mai 2003 (lire en ligne).
- (en) The Triumph of Modernism : The Art World, 1987-2005, Chicago, I.R. Dee, 2006, 369 p. (ISBN 9781566637084, lire en ligne ).